# Montes Cordillera
Die Montes Cordillera sind ein Gebirge auf dem Erdmond, das an die Montes Rook grenzt. Auf der Grenze liegen die zwei erstarrten Lavaseen Lacus Veris und Lacus Autumni. Namensgebend sind die irdischen Kordilleren. Der mittlere Durchmesser beträgt 950 km.